# Cyathe (botanique)
Pour les articles homonymes, voir Cyathe (homonymie).
Cyathe, ou cyathium, (du grec kyathos = coupe) est le nom donné à l'inflorescence partielle en forme de coupelle des euphorbes (genre Euphorbia) et d'autres genres voisins. Une inflorescence cyathiforme ressemble à une cyathe.

## Description d'un cyathe
Un cyathe se compose : 
- d'un involucre, simulant un calice, composé de cinq (rarement quatre) bractéoles et possédant 4 à 5 dents alternant avec des glandes souvent colorées.
- de cinq (1 à 10) glandes de nectar, qui sont parfois fusionnées.
- d'une fleur femelle, se tenant au centre de l'inflorescence et réduite à 3 carpelles, soudés entre eux, portés par un pédicelle s'allongeant à maturité.
- de cinq groupes (un groupe à la base de chaque bractéole) de fleurs mâles entourant la fleur femelle et réduites à une seule étamine portée par un pédicelle articulé.

Il existe aussi de nombreuses Euphorbes dioïques, du sous-genre Rhizanthium (Euphorbia obesa, E. horrida, E. meloformis…), où les cyathes ne comportent que des fleurs femelles ou des fleurs mâles.
Les fleurs caractéristiques des cyathes sont soulignées par des glandes brillamment colorées de nectar et souvent décorées par des sortes de pétales près des glandes de nectar, ou brillamment colorées de bractées ressemblant à des pétales et placées sous le cyathe. La paire de bractées ressemblant à des pétales chez les espèces de Goniostema s'appelle les cyathophylles.
Les cyathes sont rarement solitaires, mais la plupart du temps réunis en cymes (simulant une ombelle).
Chez le groupe d'espèces de Madagascar de la section Goniostema, il y a une tendance à la formation d'un autre pseudanthium qui se développe à partir du cyme. Il s'agit probablement d'une adaptation à la pollinisation par les oiseaux. Les cyathes sont devenus spécialisés : la plupart des cyathes ont des cyathophylles droits qui les entourent pour les protéger, mais rendent les glandes de nectar inaccessibles. Ce sont des cyathes stériles et nus dont la seule fonction est la production de nectar.

## Composition d'un cyathe
- b : bractée
- i : involucre
- g : glande nectarifère
- ag : appendices des glandes
- bo : bractéole
- mf : fleur mâle
- jmf : fleur mâle juvénile
- a : anthère
- pmf : pédicelle de la fleur mâle
- ff : fleur femelle
- o : ovaire
- s : style

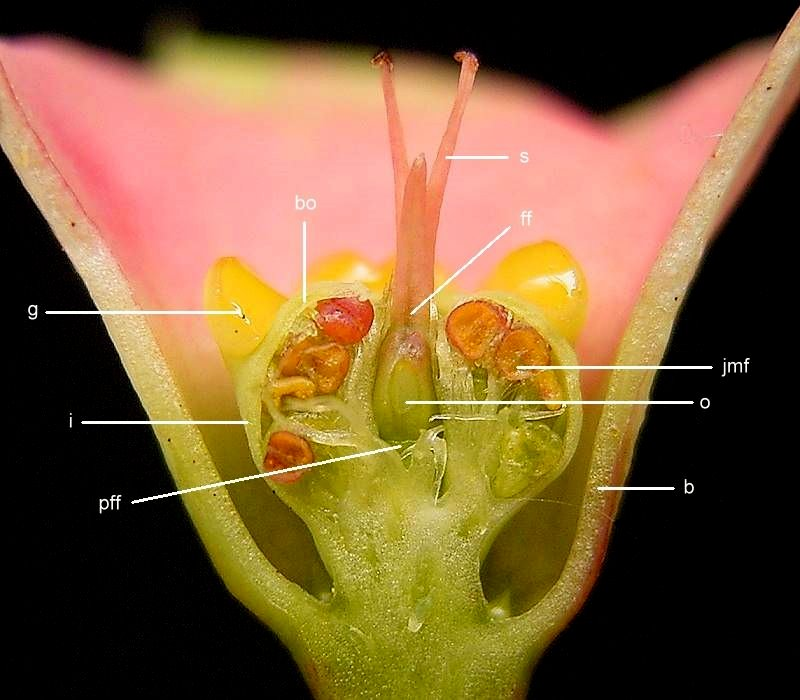
Coupe d'un cyathe dEuphorbia milii

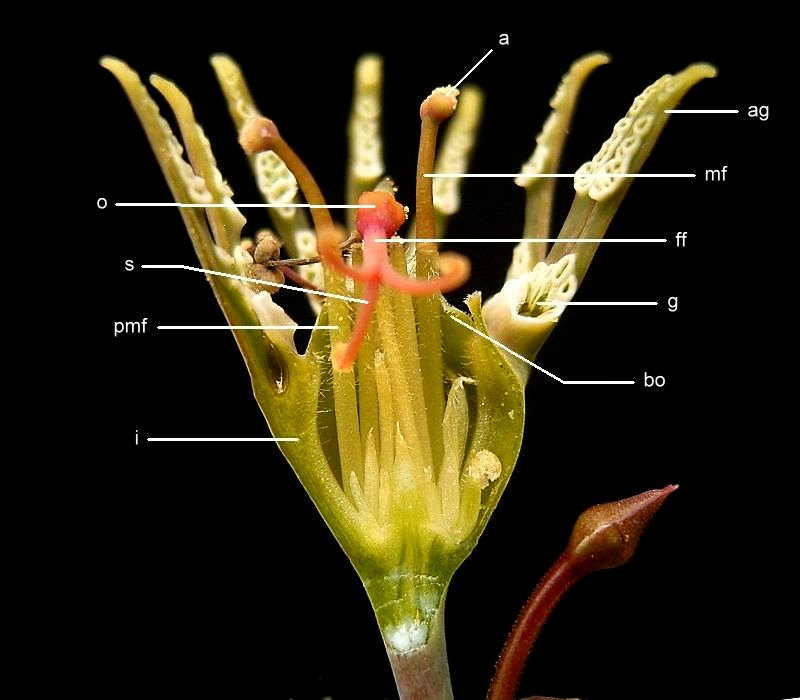
Coupe d'un cyathe dEuphorbia tridentata

- pff :  pédicelle de la fleur femelle

## Galerie
Les photographies suivantes montrent des exemples de formes fréquemment existantes de cyathes et de leurs détails.

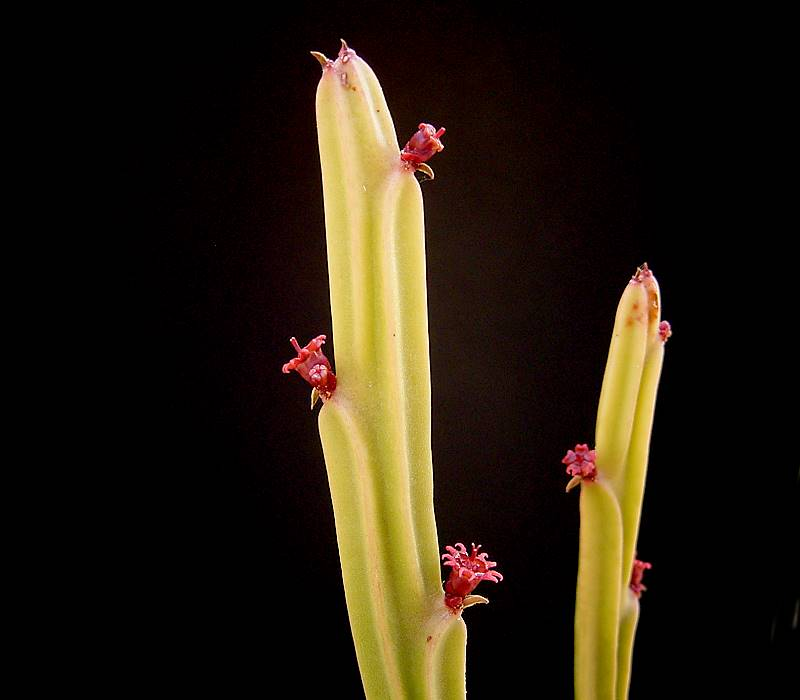
Euphorbia attastoma dont les cyathes rouges forment de petits groupes
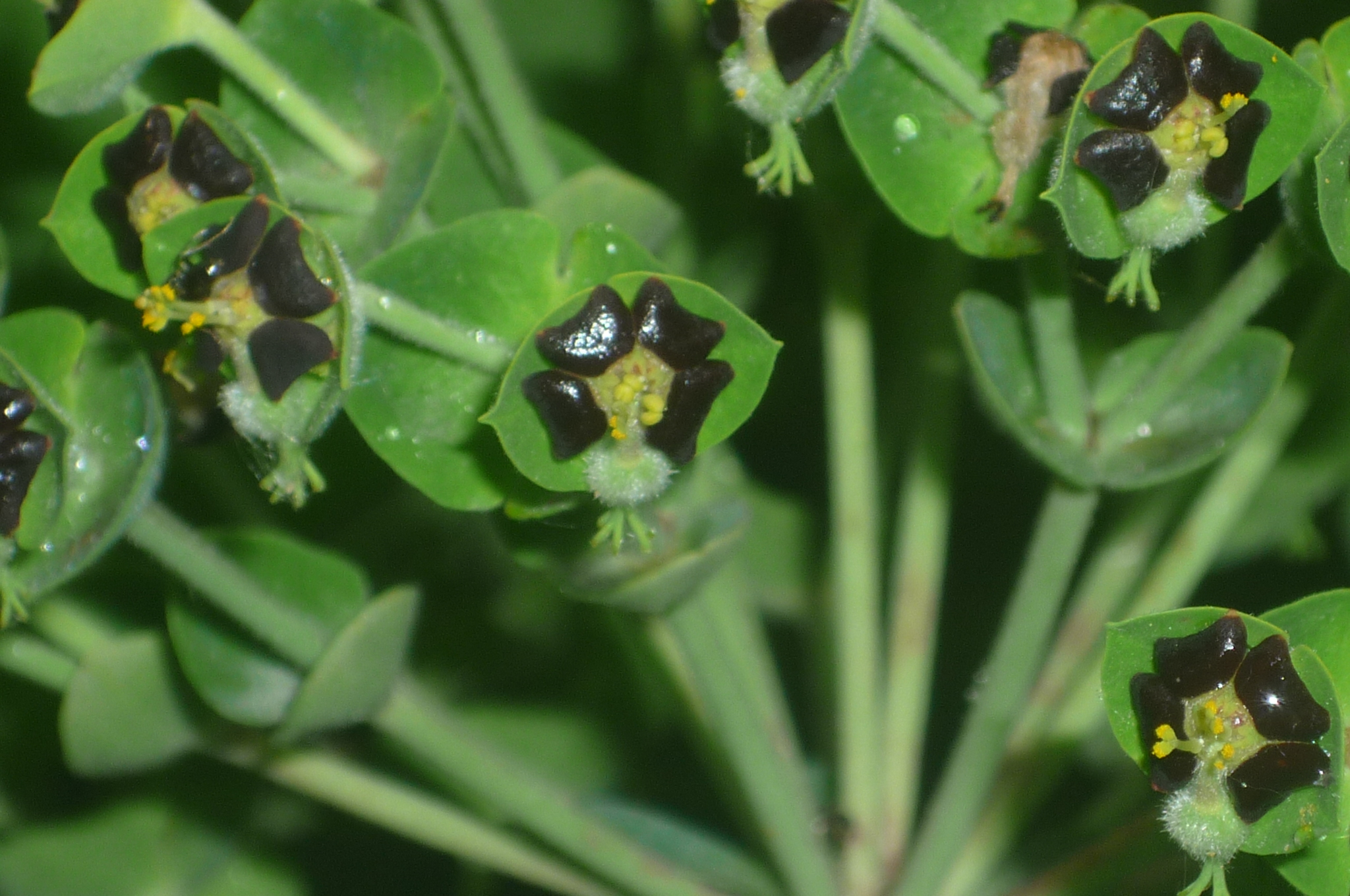
Euphorbia characias a des glandes nectarifères noires luisantes très reconnaissable.
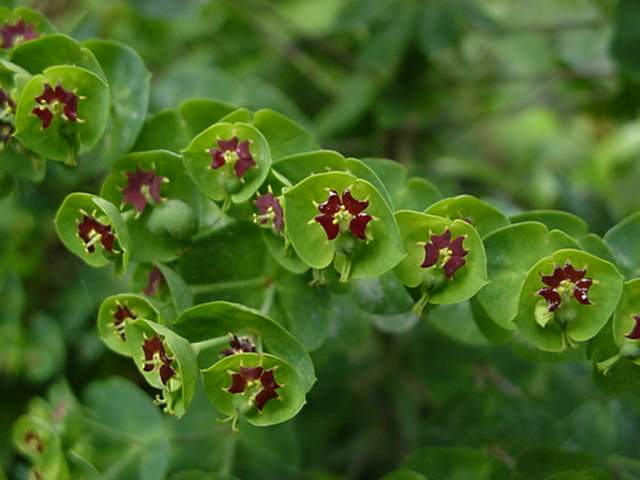
Les glandes à nectar de Euphorbia x, un hybride entre E. amygdaloides, dont il tient la forme (glandes normalement verte jaunâtre), et E. characias (dont les glandes sont normalement noires)
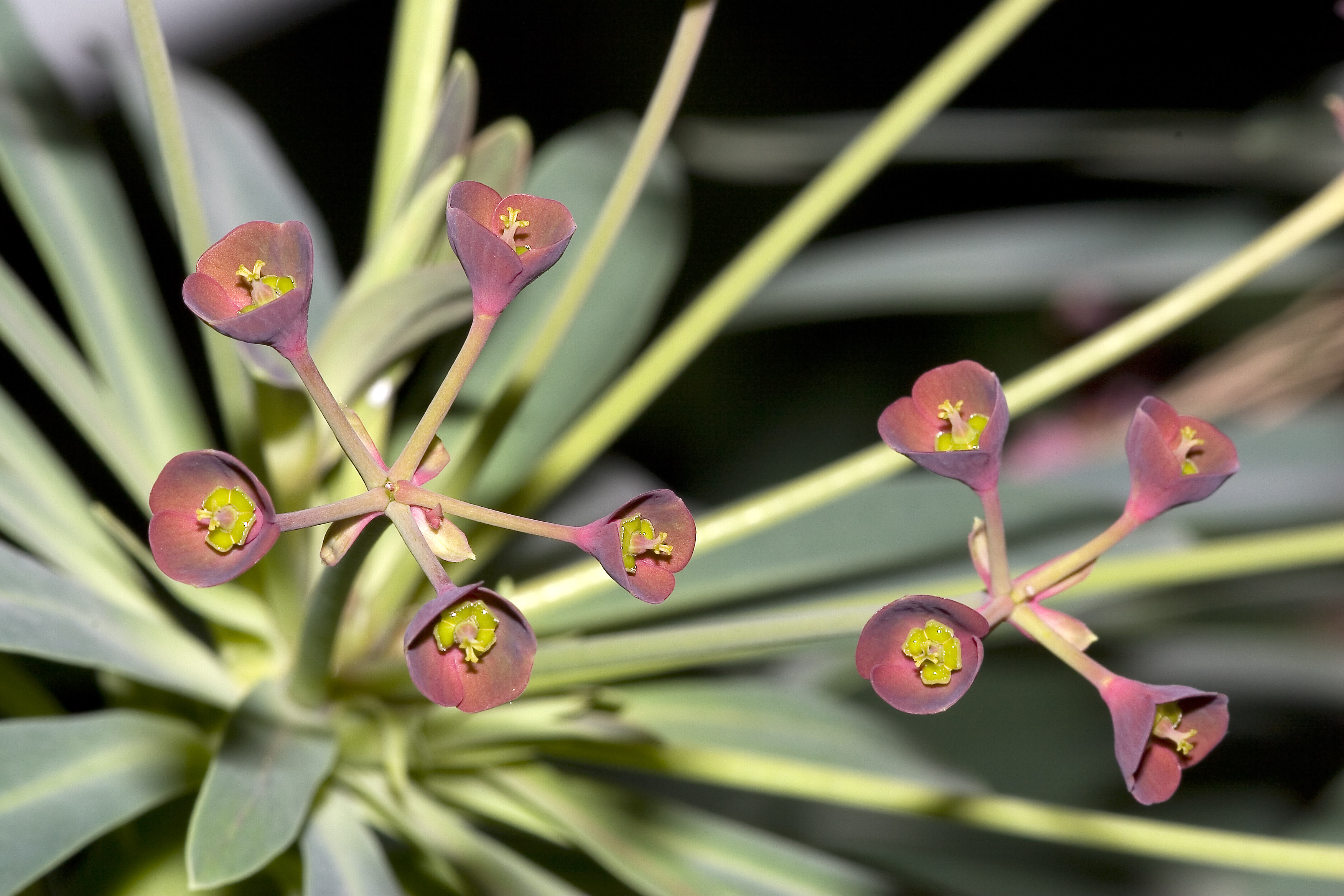
Les feuilles élevées violettes de Euphorbia atropurpurea forment un contraste frappant avec les glandes à nectar vert jaunâtre
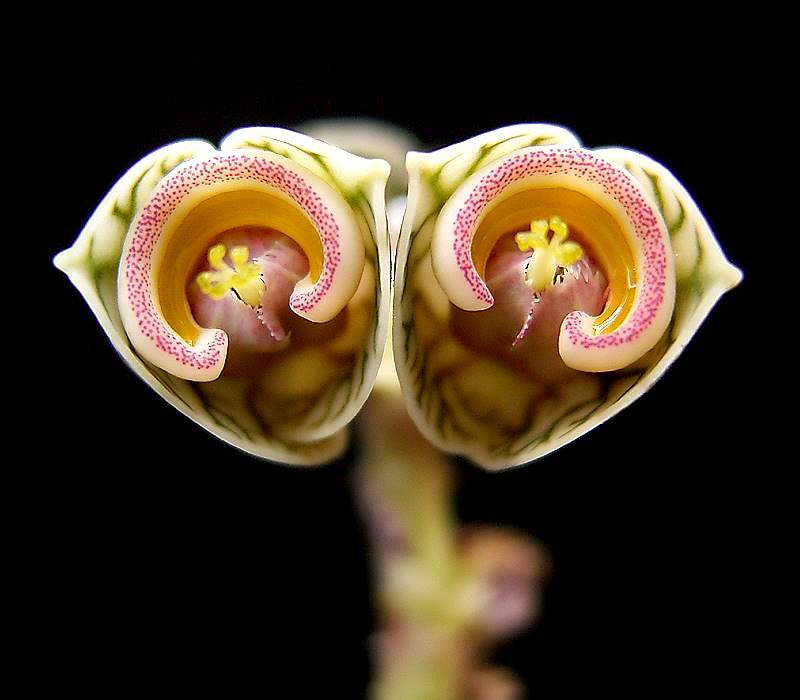
Euphorbia echinulata dont les glandes de nectar bien visibles sont fusionnées.
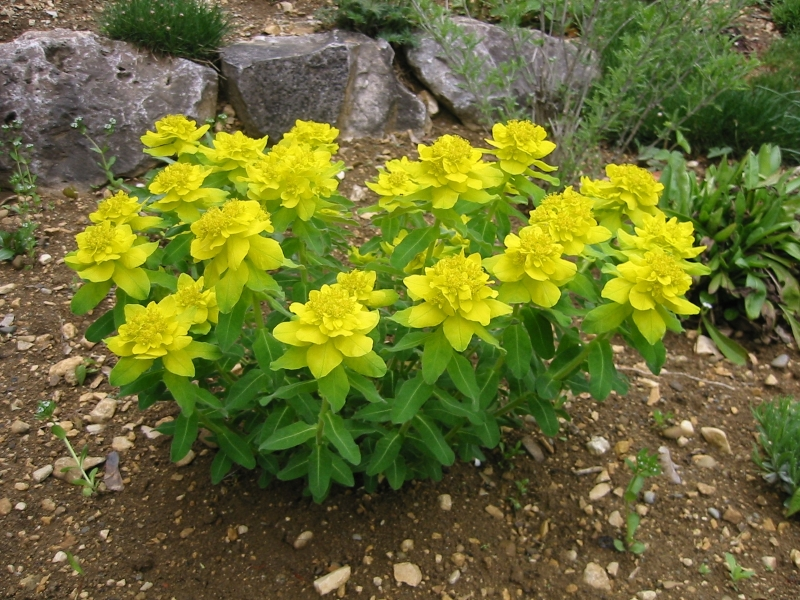
Les feuilles élevées de Euphorbia epithymoides sont jaune brillant.
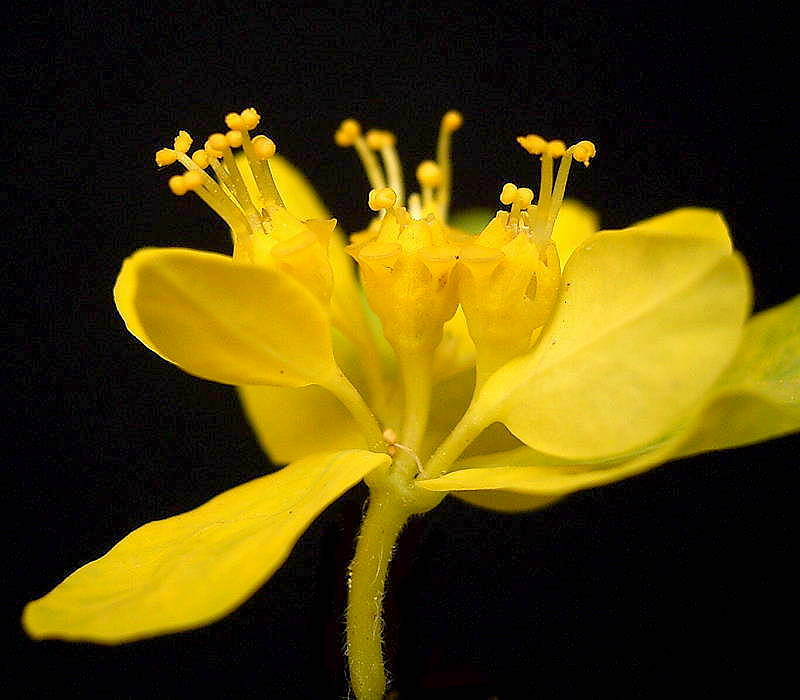
Les cyathes de Euphorbia epithymoides sont également jaune brillant.
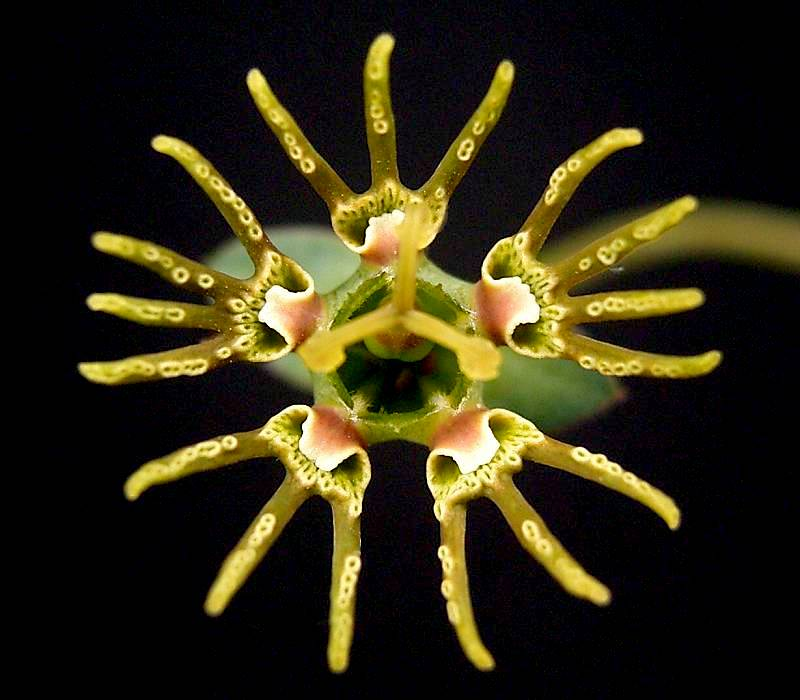
Euphorbia globosa dont la cavité de l'inflorescence est bien reconnaissable. Les glandes de nectar portent des annexes ayant la forme d'un doigt.
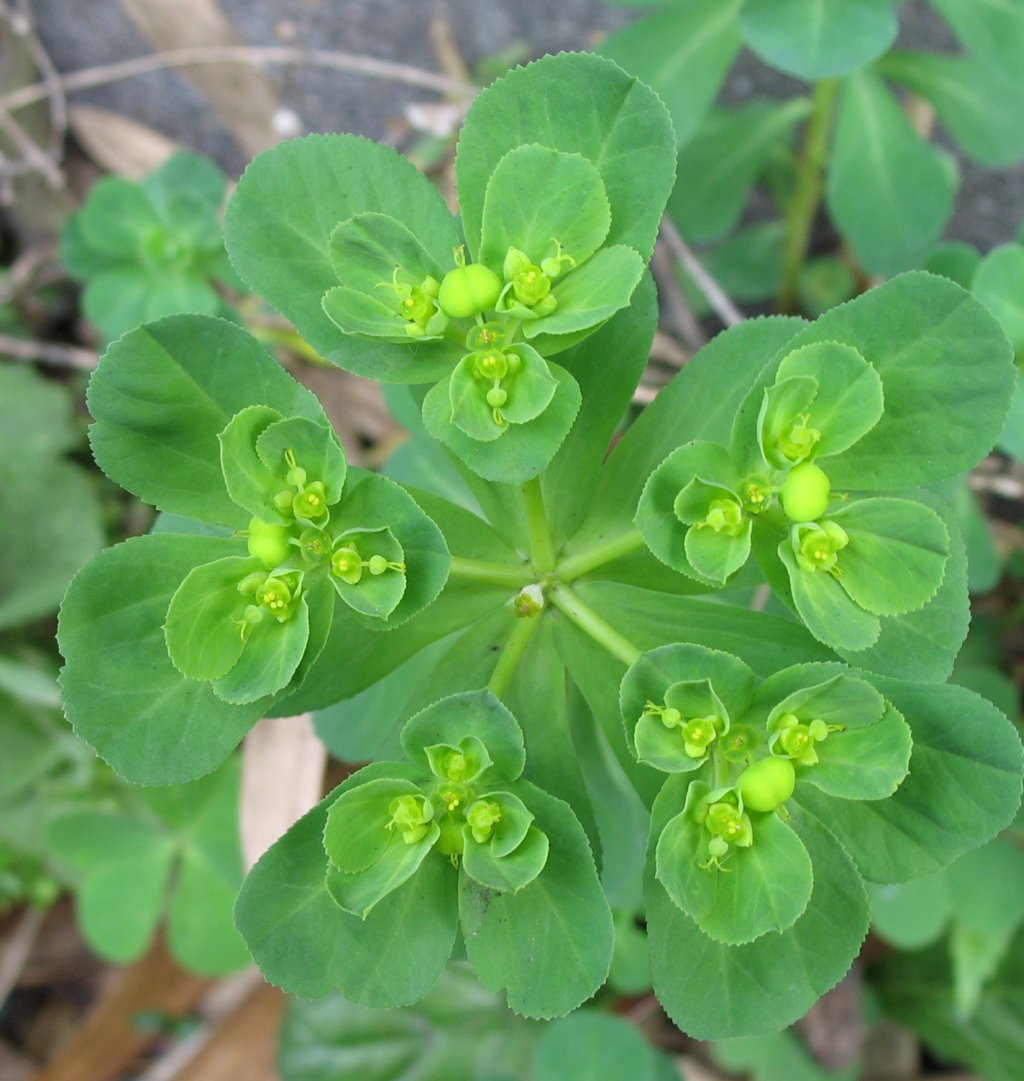
Euphorbia helioscopia, l'Euphorbe réveille-matin
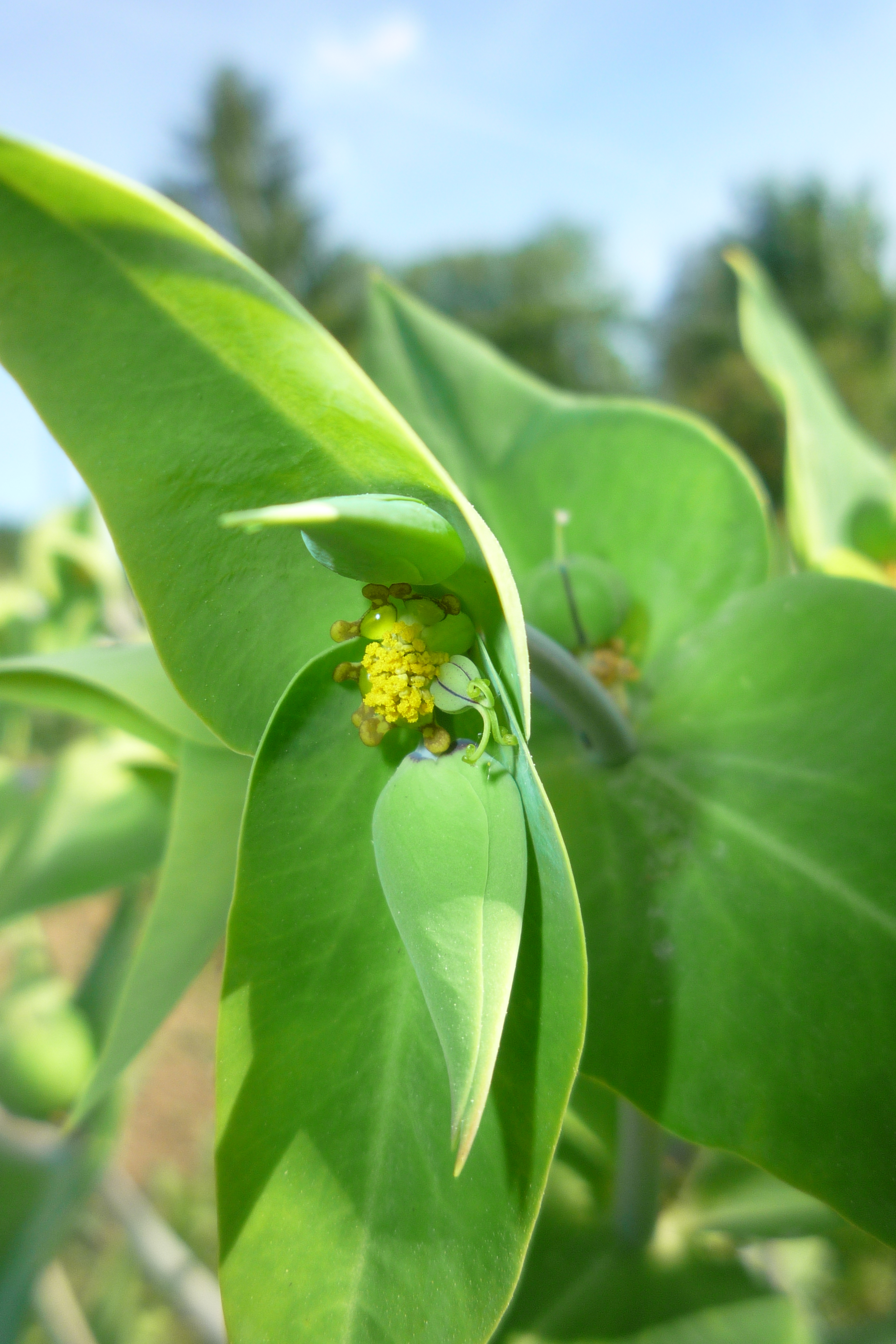
Cyathe d'épurge (Euphorbia lathyris) entouré de cyathophylles de grande taille; si bien qu'ils remplacent entièrement les feuilles à la maturité de la plante.
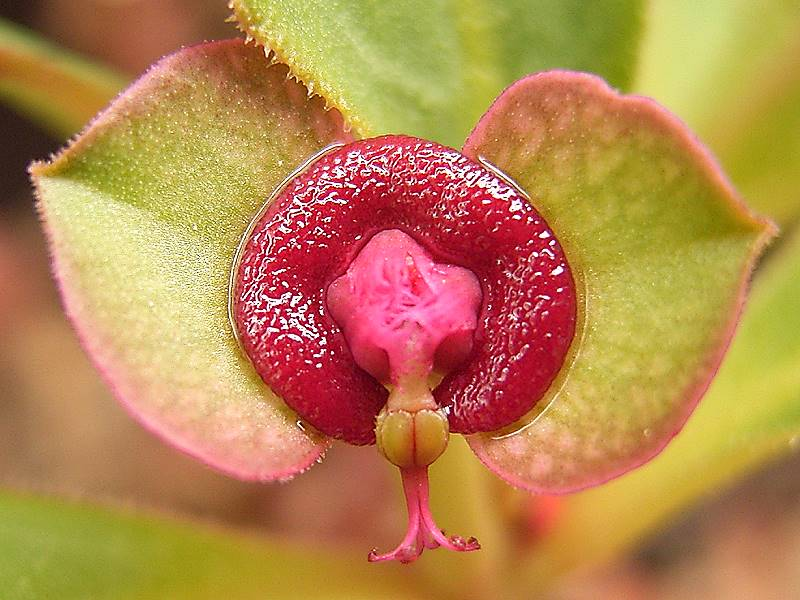
Euphorbia mafingensis aux glandes de nectar fusionnées. Une paire de feuilles élevées vertes se trouve sous le cyathe.
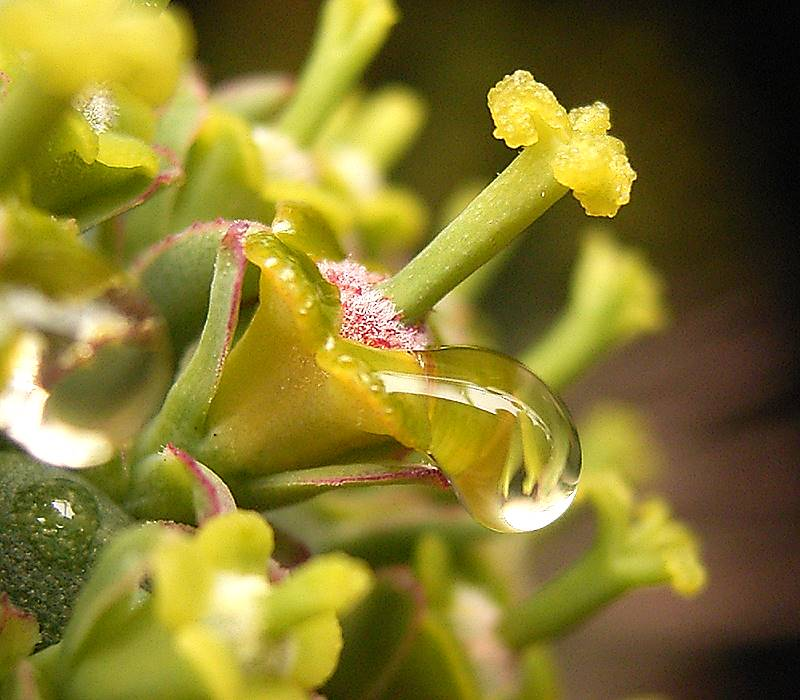
Cyathe particulier (ici une plante femelle) d’Euphorbia mammillaris avec des gouttes de nectar
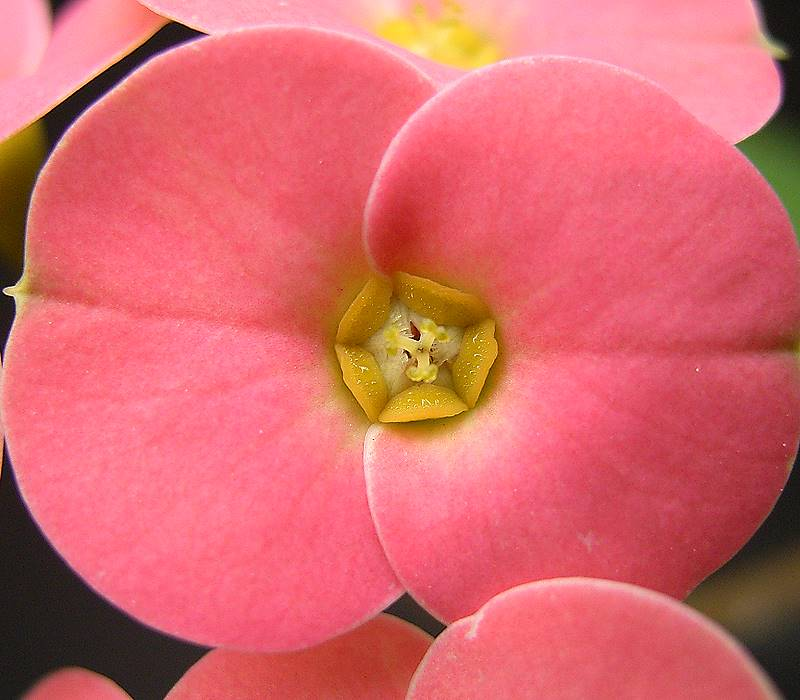
Euphorbia milii ou épine du Christ, porte une paire de cyathophylle sous le cyathe
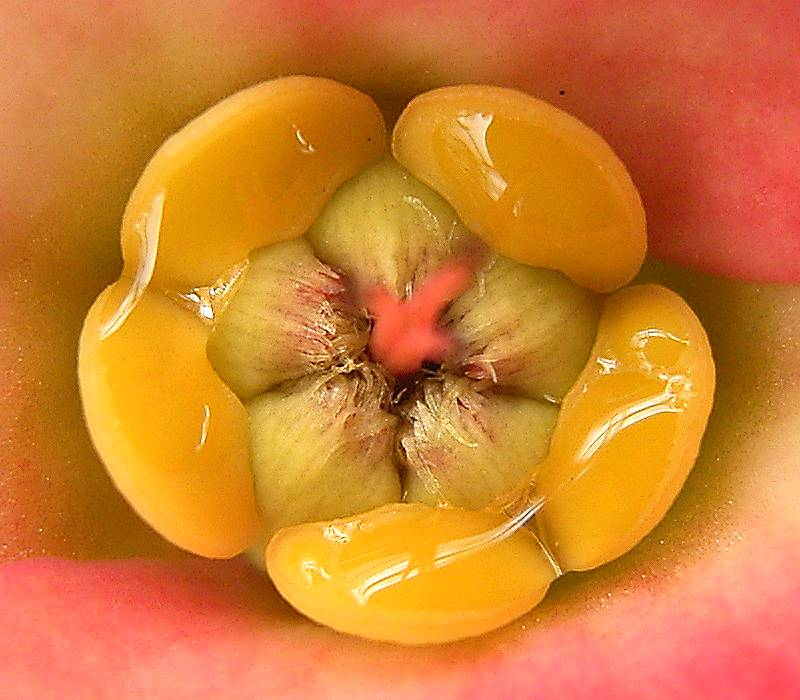
Étroits cyathes d'Euphorbia milii. Entre les glandes de nectar, les bractéoles s'élèvent à l'ouverture de l'inflorescence.
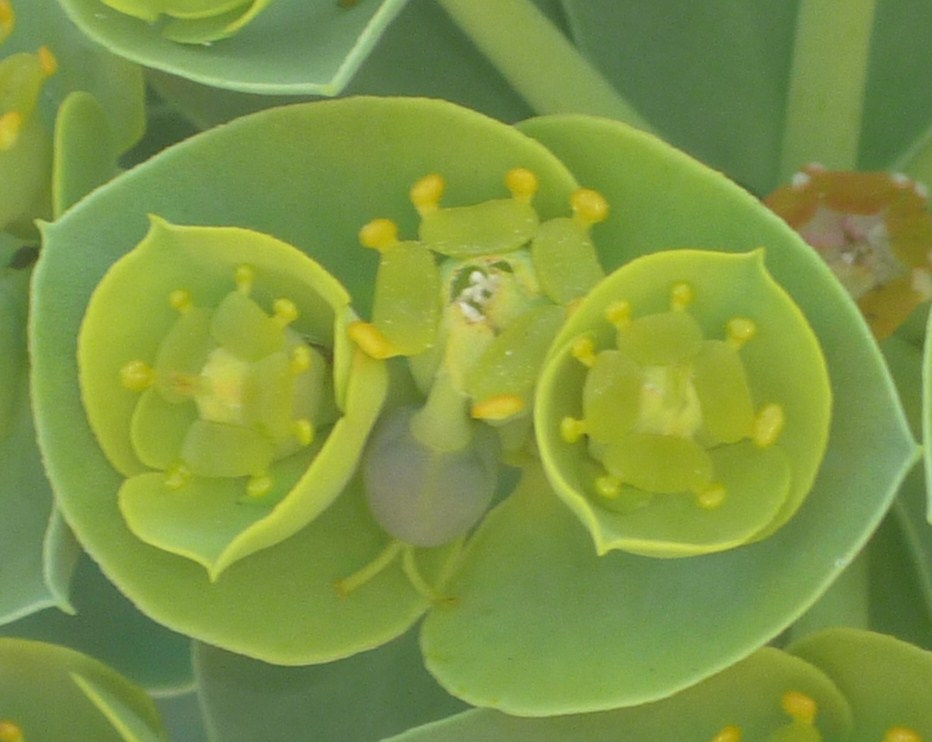
Les cyathes d’Euphorbia myrsinites, ou euphorbe de Corse, avec fleur femelle mature sur celui du centre.
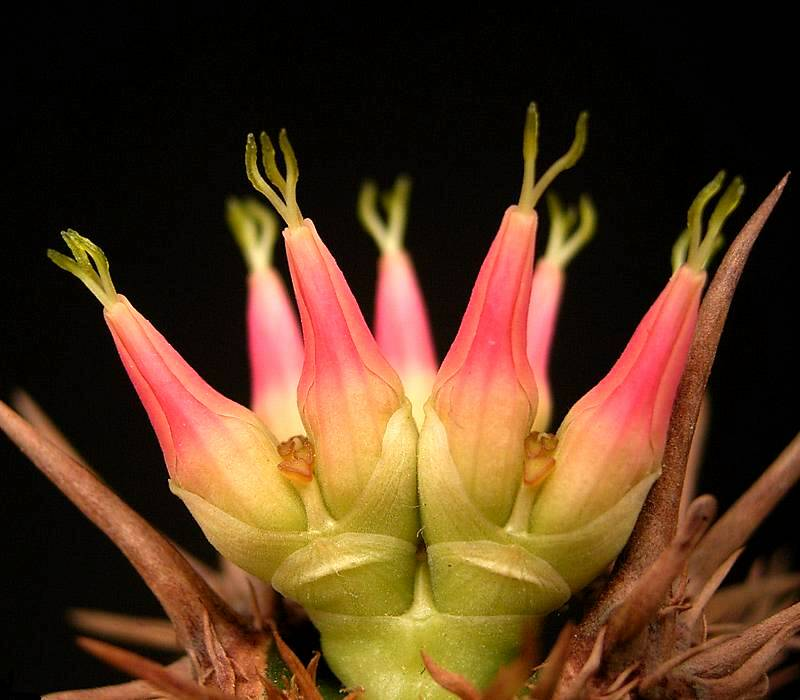
Euphorbia neohumbertii dont la paire de cyathophylle est enroulée autour des cyathes pour les protéger. Les cyathes sont stériles et nus.
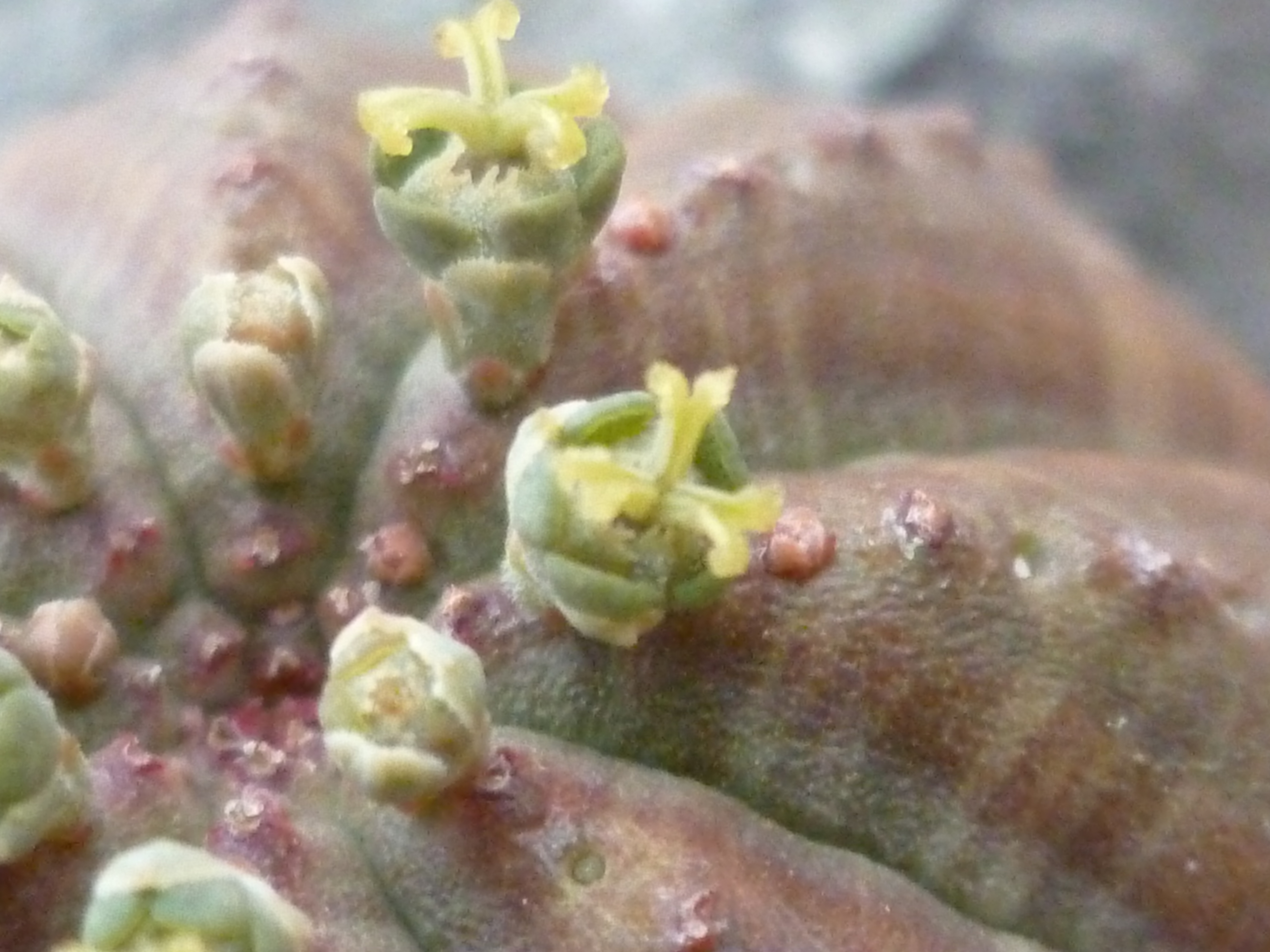
L’Euphorbia obesa est une plante dioïque, donc avec des Cyathes unisexués (ici des cyathes femelles).
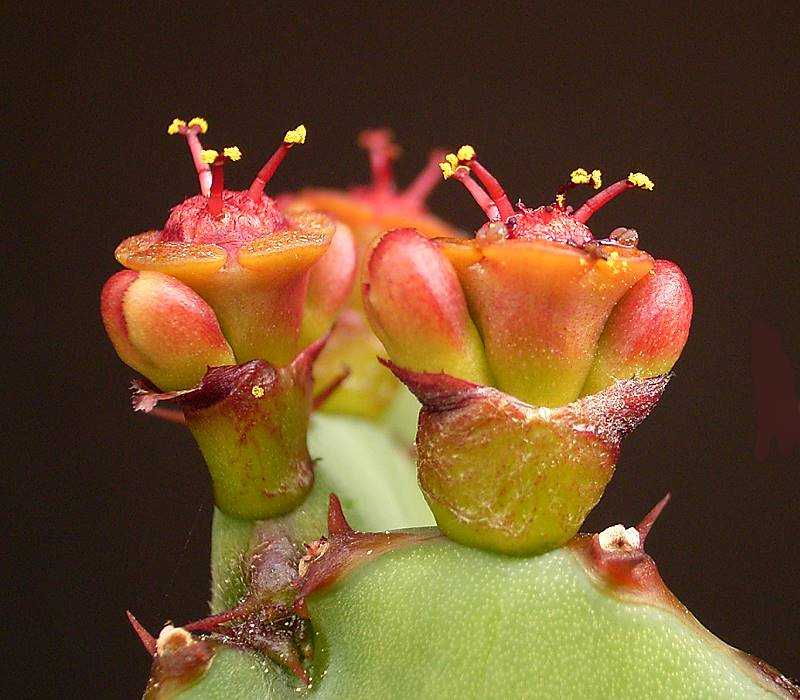
Cymes simples d'Euphorbia opuntioides avec des cyathes latéraux à l'état de bourgeon.
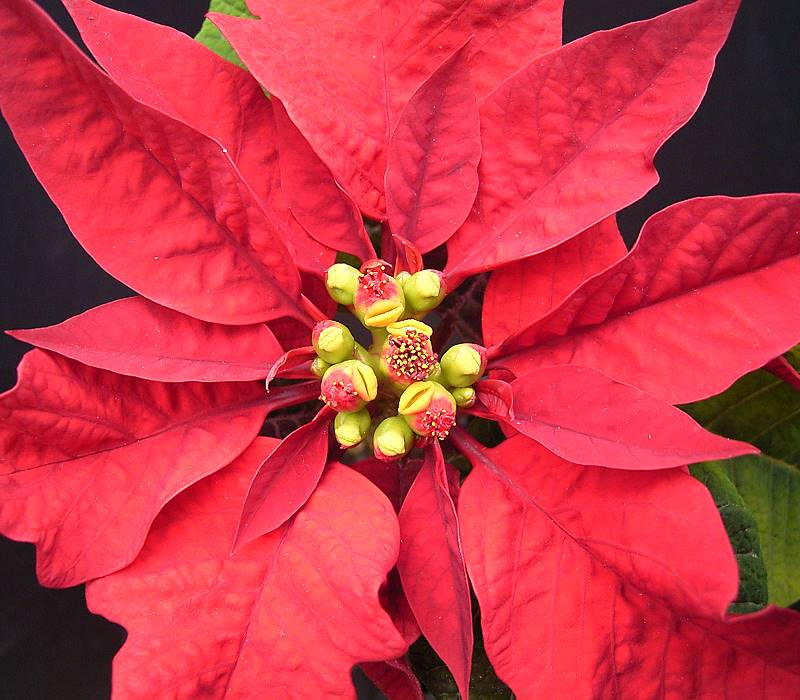
Les cyathes d'Euphorbia pulcherrima, ou poinsettia, sont entourés de bractées rouge brillant.
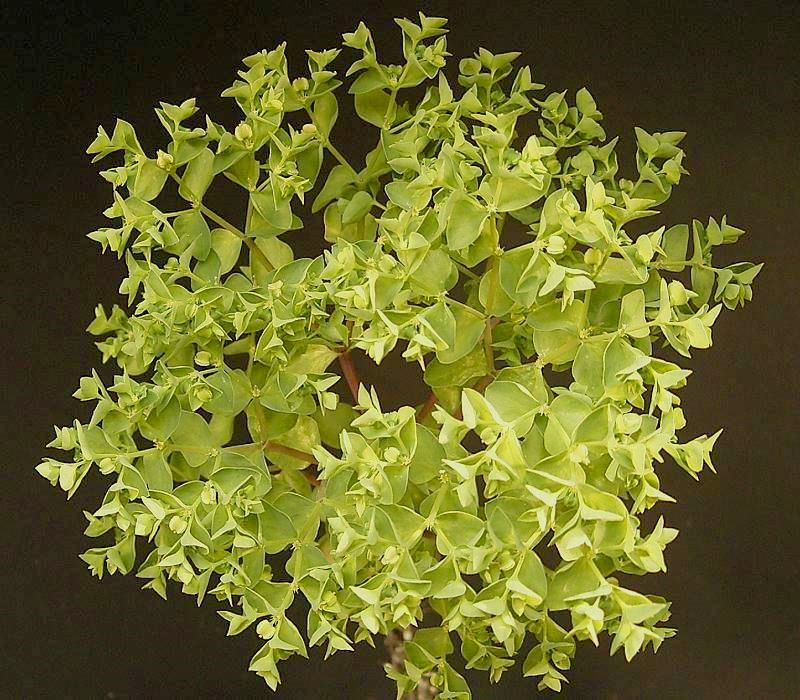
A maturité, Euphorbia peplus perd ses feuilles, les cyathophylles les supplantant, remplacent celles-ci comme siège de la photosynthèse.
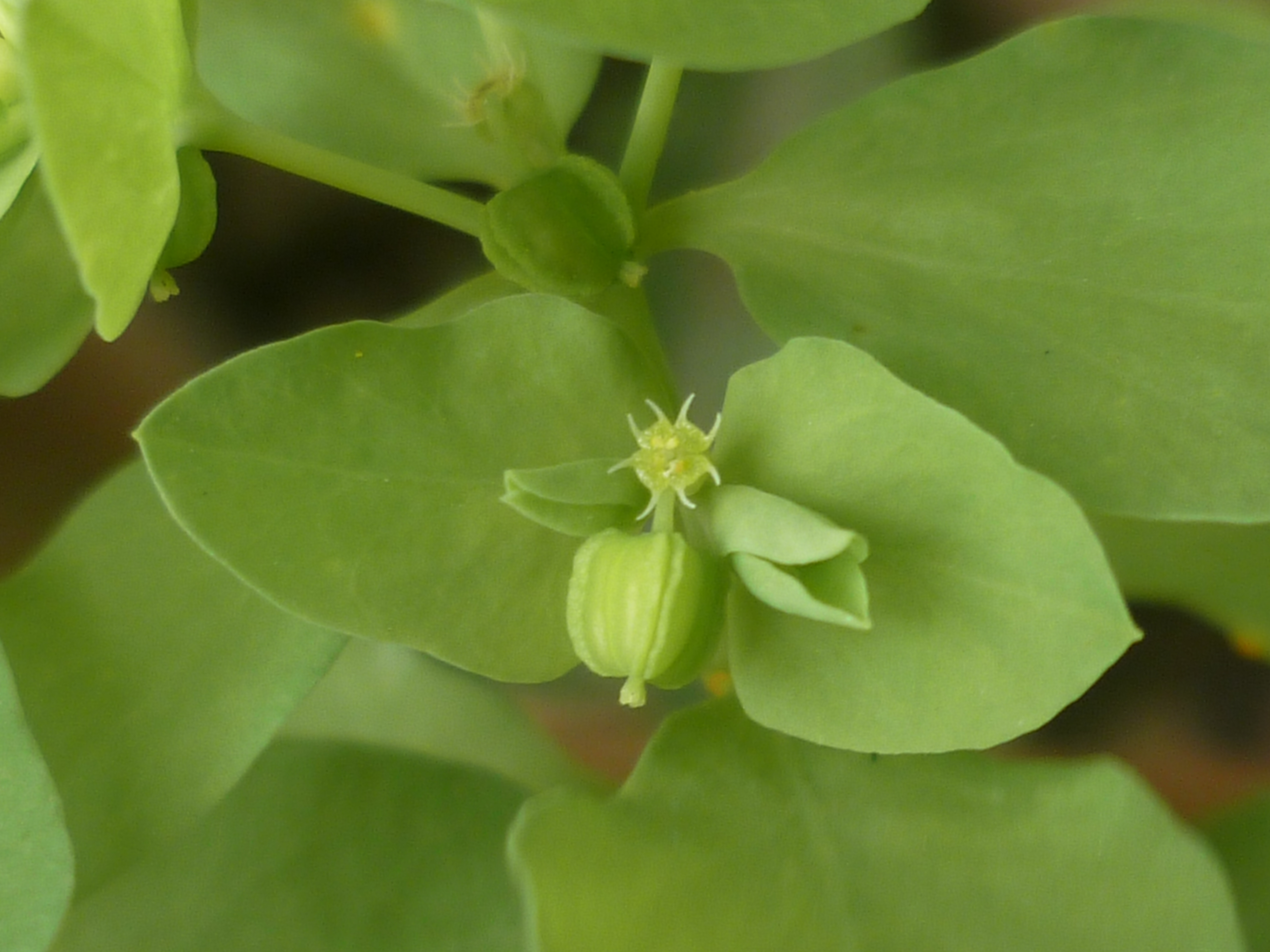
Cyathe et cyathophylles d'Euphorbia peplus
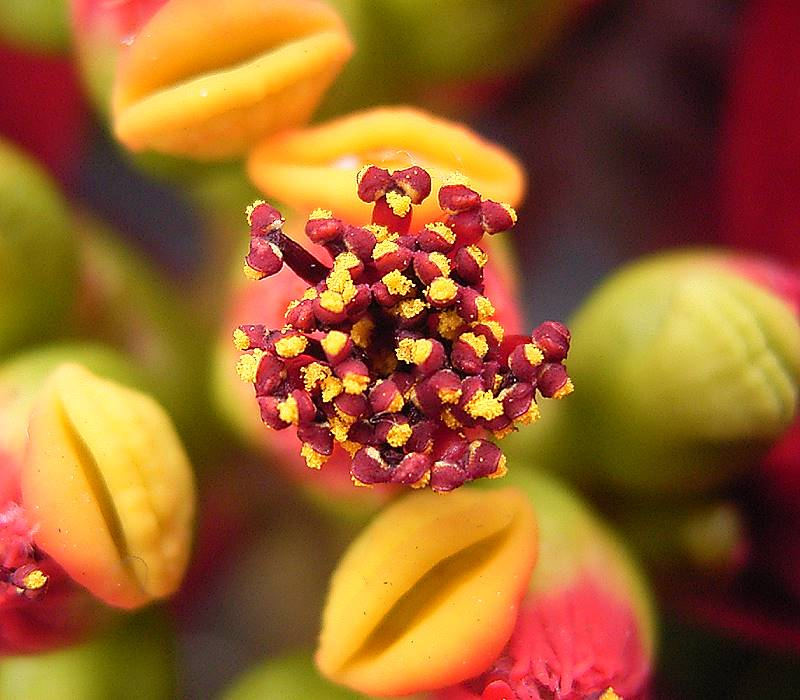
Les cyathes de Euphorbia pulcherrima possèdent seulement une ou deux glandes de nectar.
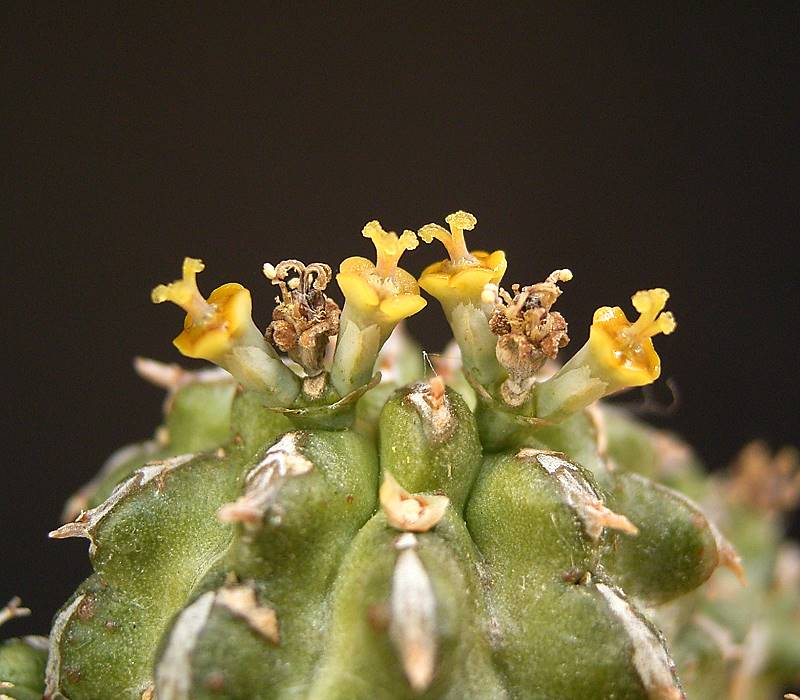
Des cymes simples d'Euphorbia sepulta dont les cyathes centraux se fanent déjà.
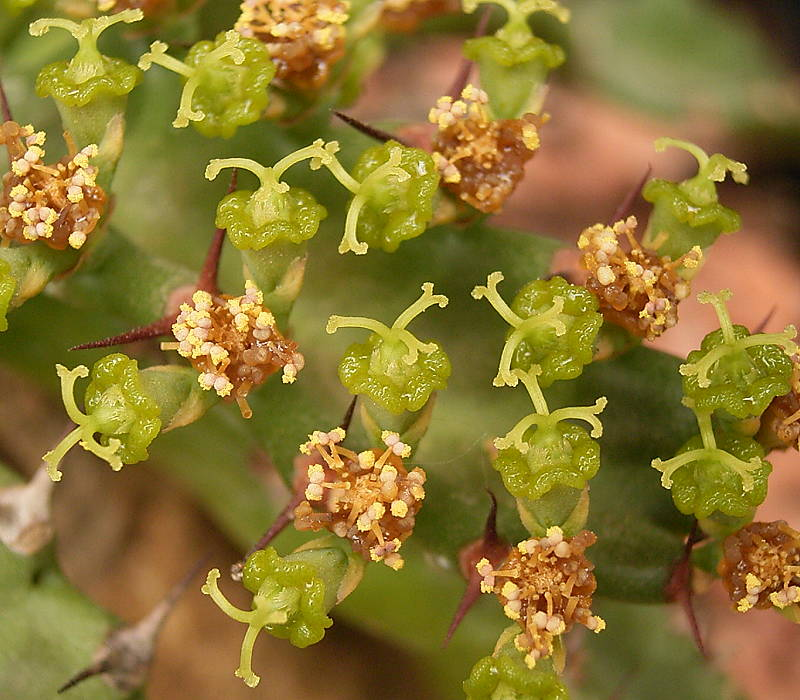
États de floraison des Euphorbia stellata dans des cymes simples. Les cyathes centraux sont des cyathes mâles et les latéraux des femelles.
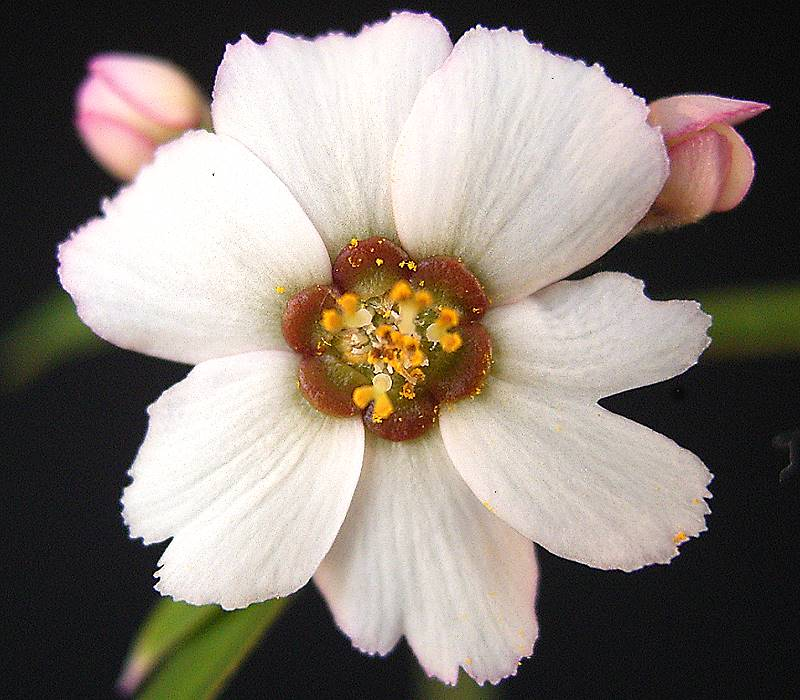
Euphorbia xanti dont les glandes de nectar sont rouge-brun et les bractées blanches.